# Đình Chèm
Đình Chèm là ngôi đình của làng Chèm (tên chữ là Thụy Phương), nay thuộc phường Thụy Phương, quận Bắc Từ Liêm, Hà Nội. Đình thờ Thượng đẳng Thiên vương Lý Ông Trọng (Lý Thân hay Đức Thánh Chèm), một nhân vật huyền thoại và Hoàng phi Bạch Tĩnh Cung sống vào thời An Dương Vương. Đình Chèm là một trong những ngôi đình được xem là cổ nhất nước và là một công trình kiến trúc có nghệ thuật chạm khắc độc đáo. Từ ngàn năm nay, đình Chèm vẫn là nơi thờ cúng tín ngưỡng của người dân ba làng: làng Hoàng, làng Mạc - (Liên Mạc) và làng Chèm - Thụy Phương, Từ Liêm, Hà Nội.

## Truyền thuyết Đức Thánh Chèm
Lý Thân (Đức Thánh Chèm) sinh vào thời Hùng Duệ Vương, mất vào thời Thục An Dương Vương. Thuở nhỏ ông là một cậu bé cực kỳ khôi ngô, có tầm vóc cao lớn lạ thường. Lớn lên, Lý Thân văn giỏi, võ tài, tính tình hiếu nghĩa, cương trực. Thời bấy giờ có giặc Ai Lao, Chiêm Thành và phía Bắc thường hay quấy nhiễu biên thùy. Nhà vua xuống chiếu cầu người tài đức ra dẹp giặc cứu nước. Phủ Quốc Oai bèn tiến cử Lý Thân. Ông lĩnh ý đi dẹp tan giặc, lập được nhiều công lớn. Cuối đời vua Duệ Vương, đất nước Văn Lang bị quân Tần xâm lược, ông hợp với Thục Phán cùng quân dân lạc Việt chống giặc hàng chục năm trời. Cuối cùng giặc phải quay đầu bỏ chạy, Thục Phán lên làm vua lấy hiệu là An Dương Vương. Lúc bấy giờ khi nhà Tần bị giặc Hung Nô quấy phá. Tần Thủy Hoàng đắp Vạn Lý Trường Thành mà không ngăn chống nổi bèn sai sứ sang cầu An Dương Vương cho tướng tài sang giúp. Triều đình nhà Thục bèn cử Lý Thân sang giúp nhà Tần để tạo mối bang giao giữa hai nước. Tần Thủy Hoàng thử tài thấy văn đạt "Hiếu Liêm" (tiến sĩ), võ đạt "Hiệu úy" (Tổng chỉ huy) bèn phong ông làm tư lệnh Hiệu úy và nhờ Ông đi dẹp giặc Hung Nô, cho xuất 10 vạn quân trấn ải Hàm Dương. Thắng trận trở về, vua Tần phong ông chức Phụ Tín Hầu và gả công chúa cho. Vua Tần cũng ngỏ ý muốn giữ ông ở lại nước Tần nhưng ông đã từ bỏ vinh hoa phú quý, đem theo vợ con trở về quê hương. Về nước, ông được vua Thục An Dương Vương phong tước Đại Vương.
Để tưởng nhớ công đức của Đại Vương, dân làng lập đền thờ ông tại Đình Chèm. 

## Lịch sử
Không rõ đình Chèm được xây dựng lần đầu khi nào. Theo lời kể của dân làng thì đình có niên đại cách đây hơn 2000 năm. Song hiện trong đình chỉ lưu giữ được nhiều hình chạm khắc gỗ phong cách thế kỷ 18, có hai pho tượng vợ chồng Lý Thân bằng gỗ sơn son thếp vàng tạc năm 1888. Hàng ngàn năm nay, Đình Chèm vẫn ngự sát bên bờ sông Hồng nặng phù sa. Những mái cong của ngôi đình được phủ lên một lớp rêu phong cổ kính. Đình Chèm được xây dựng theo lối kiến trúc nội công ngoại quốc, chắc chắn và công phu. Bên trong đình, các cột, mái được chạm trổ tinh vi; bên ngoài có tam quan, 4 cột đồng trụ cổ kính. Gian trong cùng của ngôi đình có hai bức tượng: tượng Thượng Đẳng Thiên Vương cao 2 trượng và bức tượng công chúa nước Tần - Hoàng phi Bạch Tỉnh Cung cao trượng 8 có dư. Hiện ở Đình Chèm vẫn còn lưu giữ chiếc lư hương ngàn năm tuổi rất quý hiếm...
Làng Chèm nằm cạnh sông Hồng nên thường xuyên bị lũ lụt đe dọa. Vào năm 1902, đình được kiệu lên cao thêm 2,4 mét chỉ bằng các dụng cụ của nhà nông như: đinh bừa, quang gánh... Công việc diễn ra trong vòng một năm trời và kết quả cực kỳ mỹ mãn. Cả một ngôi đình nặng hàng trăm tấn toàn bằng gỗ quý với những cột kèo phức tạp được "kiệu" lên cao ngang với mặt đê sông Hồng. Cuộc kiệu đình này tốn hết 500 đồng tiền Đông Dương mà công xá ngày ấy chỉ có 7 xu một ngày. Hiệp thợ kiệu đình do ông Vương Văn Địch ở làng Văn Trì chủ trì.

## Các vị thần được thờ
- Thượng Đẳng Thiên Vương (Hy Khang Thiên Vương) Lý Ông Trọng: thần chủ
- Hoàng Phi Bạch Tĩnh Cung Công Chúa: con gái Tần Thủy Hoàng, vợ của Thánh Chèm
- Ông Sứ: ân nhân của thánh Chèm, chữa bệnh cho Thánh, được phối thờ ở gian bên phải tòa đại bái khi nhìn từ ngoài vào
- Lục vị Thánh Vương tử: các con của Thánh Chèm, 4 trai, 2 gái

## Lễ hội

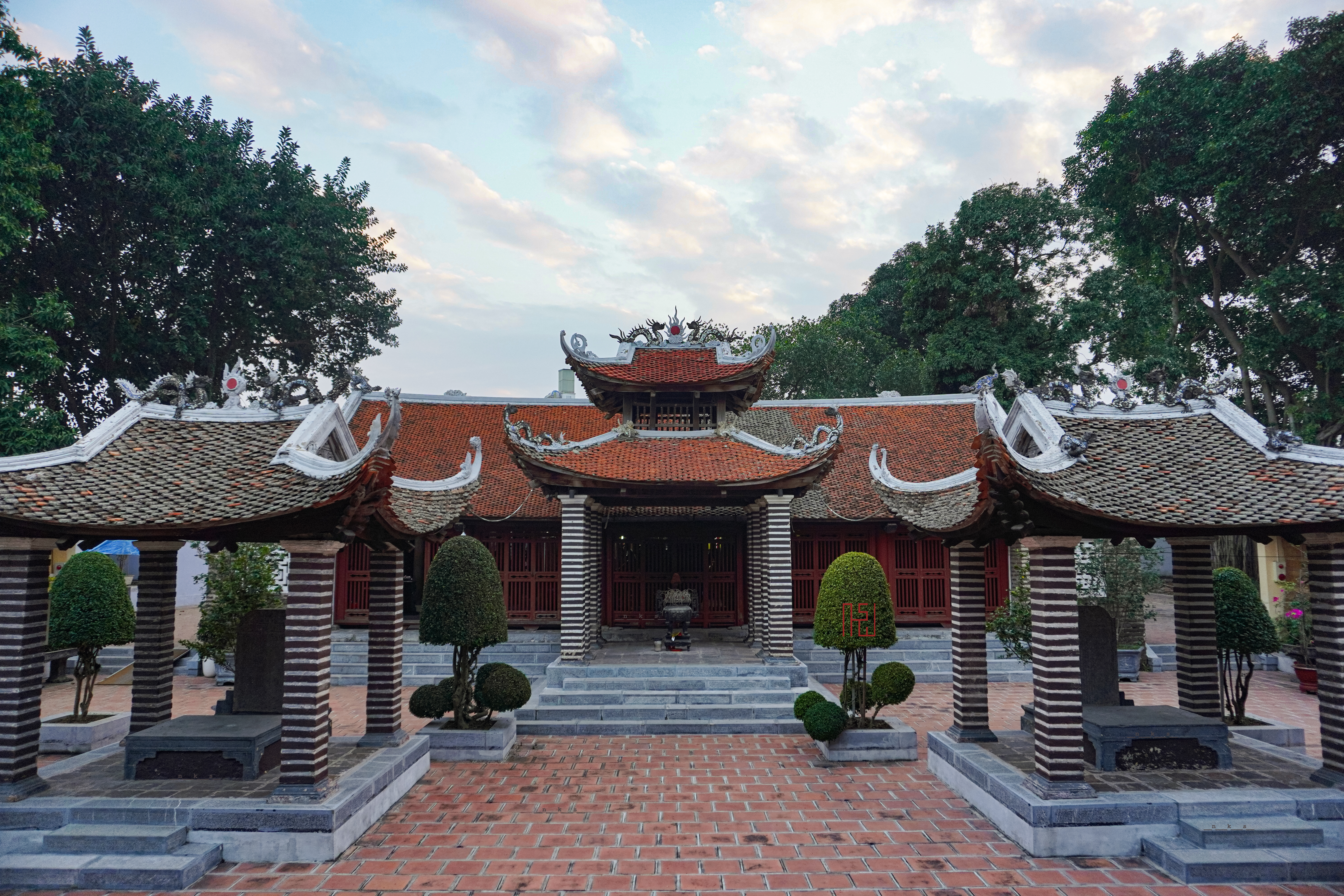
Sân đình

Hội Chèm diễn ra từ ngày 14 đến ngày 16 tháng 5 âm lịch, trong đó ngày 15 là ngày hội chính. Các nghi thức quan trọng của lễ hội đều được tổ chức tại Đình Chèm. Nói là hội Chèm, song đây không phải là hội của duy nhất làng Chèm, mà kỳ thực là của một cụm làng ven sông Hồng, vì ngoài làng Chèm còn có các làng Liên Mạc, Hoàng Mạc cùng tham gia với tư cách là hai làng em. Đáng xem nhất là lễ rước nước sáng ngày 15, có ba con thuyền rồng của ba làng bơi ra giữa sông Hồng múc nước sông đổ vào chĩnh rồi biểu diễn quay thuyền ba vòng trước khi bơi vào bờ. Sau đó là đám rước nước vào đình. Đây là dấu vết của tín ngưỡng thờ nước của người thời cổ. Đám rước cũng có nhiêu nghi thức cổ truyền đáng để các nhà văn hoá học và dân tộc học quan tâm nghiên cứu. Và cuối cùng tại hội này còn có cuộc thi thả chim bồ câu, các đàn chim bồ câu được thả cho bay lên trời, thường là cao tới vài ngàn mét và nếu đạt được những quy định thì sẽ được giải..

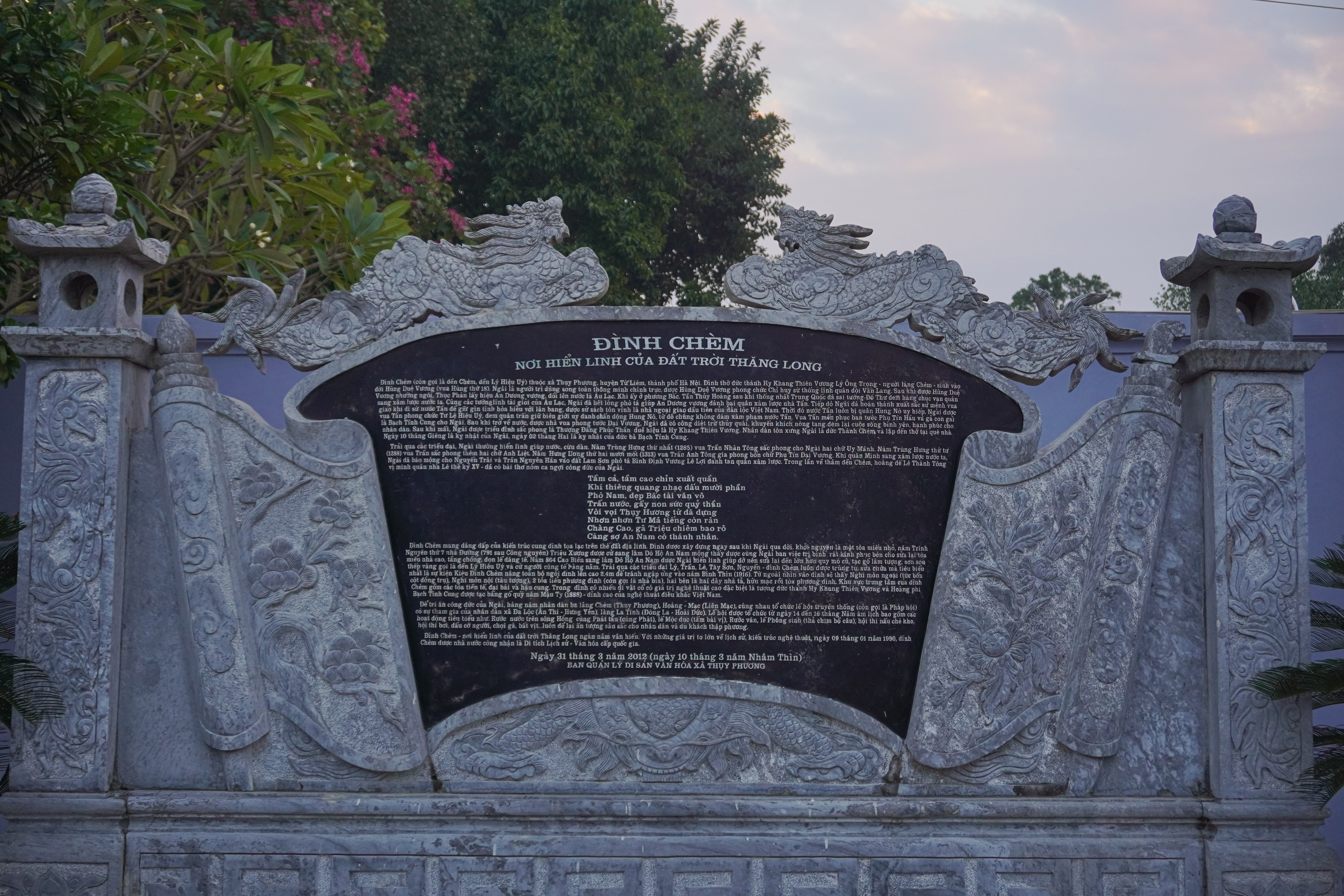
Bảng thông tin di sản của đình Chèm

Đình Chèm không chỉ là một công trình kiến trúc nghệ thuật cổ kính mà nó còn mang trong mình sự tích về một vị tướng tài, đức có công dẹp giặc cứu nước.